# Šentpavel v Labotski dolini
Šentpavel v Labotski dolini (nemško Sankt Paul im Lavanttal) je trško mesto z okoli 1900 prebivalci (1. januar leta 2013) v okraju Volšperk (Wolfsberg) na avstrijskem Koroškem, občina pa jih ima okoli 3300 (2020).

## Geografija
Trg Šentpavel leži v spodnji Labotski dolini blizu sotočja potoka Granitzbachs z Labotnico. Velik del občine je v dolini Granitztal in ob vznožju Svinške planine (Saualpe).
Občina je razdeljena na osem katastrskih občin: Granitztal-St. Paul, Granitztal-Weissenegg, Johannesberg, Legerbuch, Kollnitz, Sankt Paul, Loschental in Weinberg. Obsega 21 naselij (v oklepaju je število prebivalcev 31. oktobra 2011):
| - Deutsch-Grutschen (Nemška Gruča) (134) - Gönitz (64) - Granitztal-Sankt Paul (Granica)(87) - Granitztal-Weißenegg (451) - Hundsdorf (Pesje)(82) - Johannesberg (27) - Kampach (83) | - Kollnitzgreuth (73) - Legerbuch (157) - Loschental (48) - Sankt Margarethen (25) - Sankt Martin (Šmartin pri Šentpavlu v Labotski dolini, tudi Šmartin v Granici)(26) - Sankt Paul im Lavanttal (Šentpavel) (1.872) - Schildberg (56) | - Stadling (95) - Unterhaus (6) - Unterholz (8) - Weinberg (14) - Windisch-Grutschen (Slovenja Gruča) (39) - Winkling (37) - Zellbach (94) |

## Prebivalstvo
Po popisu prebivalstva v letu 2001 je imela občina Šentpavel 3.680 prebivalcev, od katerih je 95,5% avstrijskih in 1,5% bosanskih državljanov. 92,7% je rimskokatoliške vere, 1,3%  evangeličanske in 2,0% islamske. 2,7% prebivalstva ni vernih.

## Zgodovina
Iz rimskega obdobja (Norik (rimska provinca)) so našli dve posvetili keltskemu bogu Latobiusu. Prva dokumentirana omemba kraja villula Brugga izhaja iz dokumenta iz leta 1091. Grof Engelbert I. Spanheimski (Engelbert von Spanheim) je podaril grad Lavant benediktinskemu samostanu skupaj s cerkvijo svetega Pavla. Vas Brugga, ki je ležala ob mostu čez potok Granitzbach je dobila obrtniške in trgovske pravice. Prvič se omenja kot trg (Villam, forum dicitur quod) z dokumentom iz leta 1184, ki ga je napisal papež Lucij III.. Leta 1289 je bilo naselje skupaj s samostanom izrecno navedeno kot Trg svetega Pavla (in foro Sancti Pauli); pred tem (1255) je že Bernard Mariborski (Bernhard von Spanheim) prebivalcem dodelil trške pravice. Trg je bil vedno pod vplivom samostana, ki je pomemben gospodarski dejavnik tudi danes.

## Znamenitosti

### Benediktinski samostan
Benediktinski samostan svetega Pavla (nemš.: Stift St. Paul im Lavanttal) je bil ustanovljen leta 1091. Je gradišče, ki je služilo koroškim vojvodom, kot predhodnik gradu. Samostan je najstarejši aktivni samostan na Koroškem, ima eno največjih umetniških zbirk v Evropi, kot tudi obsežno in pomembno knjižnico. V kompleksu se nahaja romanska bazilika s konca 12. stoletja.

### Grad Rabenstein
Grad je bil zgrajen leta 1091 za zaščito samostana kot grad Ramestein. Uničen je bil leta 1307, obnovljen in v požaru spet uničen leta 1636. 

### Samostanska gimnazija
Stavba semenišča, danes gimnazija, je bila zgrajena leta 1889 v neogotskem slogu in leta 1909 razširjena. Takrat je lahko sprejela 200 študentov, imela je centralno ogrevanje in notranji bazen ter bila ena izmed najbolj sodobnih internatov Avstro-ogrske monarhije. Samostanska gimnazija v benediktinskem samostanu St. Paul je splošna gimnazija in je izšla iz latinske šole, ustanovljena leta 1809 po razpustu samostana. Danes obstaja kot katoliška zasebna visoka šola. Sedanja šolska stavba je bila zgrajena leta 1901 in nazadnje obnovljena leta 2001.

### Muzeji
- Samostanski muzej
- Muzej sadjarstva

### Oljni studenec
Dietrich von Spanheimi (1253-1303), iz rodbine ustanoviteljev benediktinskega samostana svetega Pavla, je živel kot puščavnik v votlini v gozdu severno od gore Johannesberges. V bližini svojega bivališča je našel zdravilni izvir, zato so mnogi bolni ljudje romali k puščavniku iskat zdravja. Ko je z roko potegnil vodo iz tega vira, se je takoj spremenila v olje. S tem je podrgnil bolne in jih ozdravil. Ko je umrl, so ga pokopali na hribu pod kapelo. Kasneje je bila na tem mestu zgrajena cerkev svetega Janeza.
- Pogled na Šentpavel iz razvalin gradu Rabenstein
- Šentpavelski samostan
- Semenišče
- Razvaline gradu Rabenstein
- Slovenja Gruča s Koralpami v ozadju
- Šentpavel in okolica okoli 1878  (Franciscejski kataster))

## Prijateljska mesta
- St. Blasien, Nemčija